# Wynwood Art District

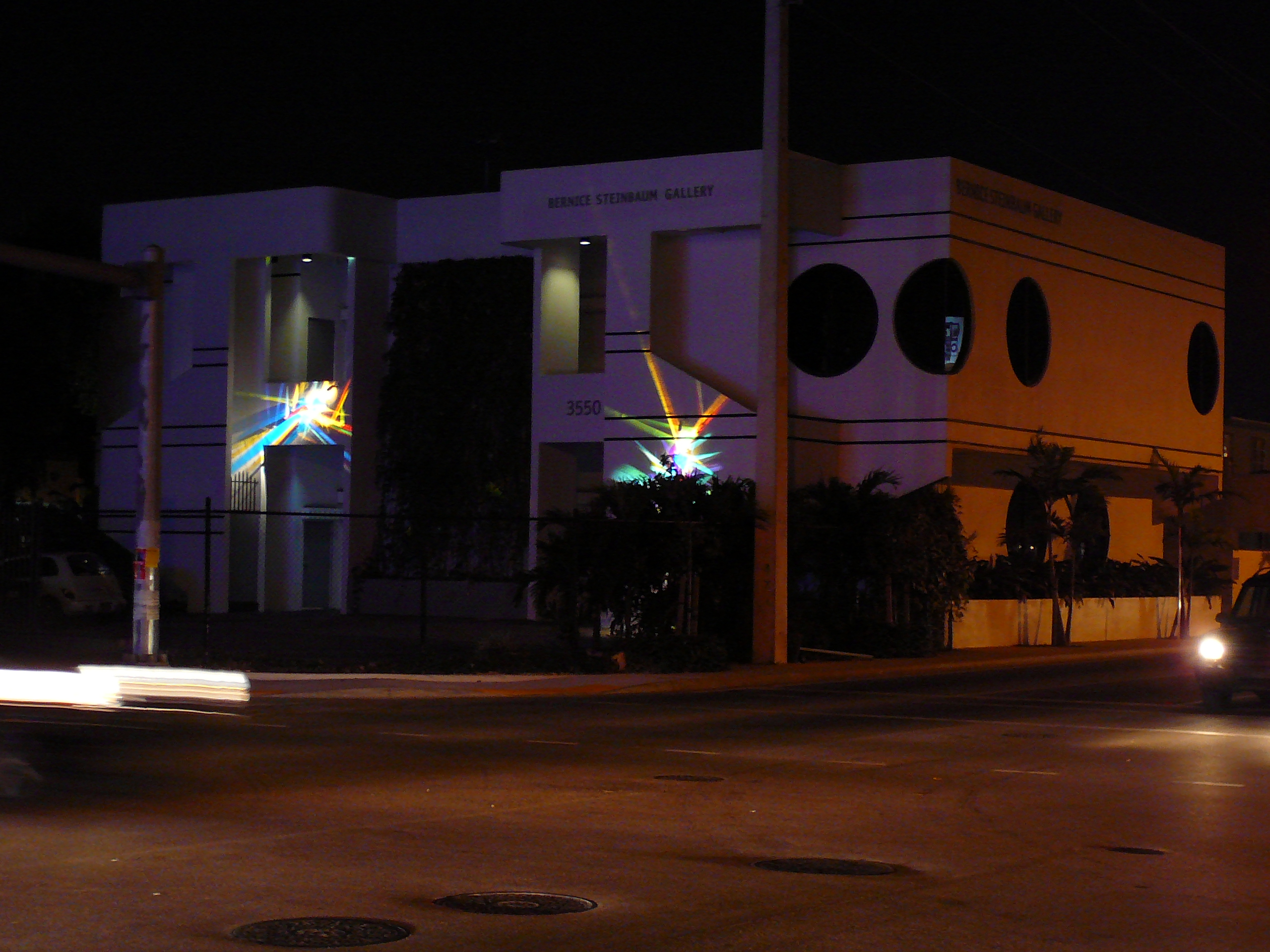
Die Bernice Steinbaum Gallery markiert den nördlichen Eingang zum Midtown's Wynwood Art District zwischen Miami Avenue und North 36th Street.

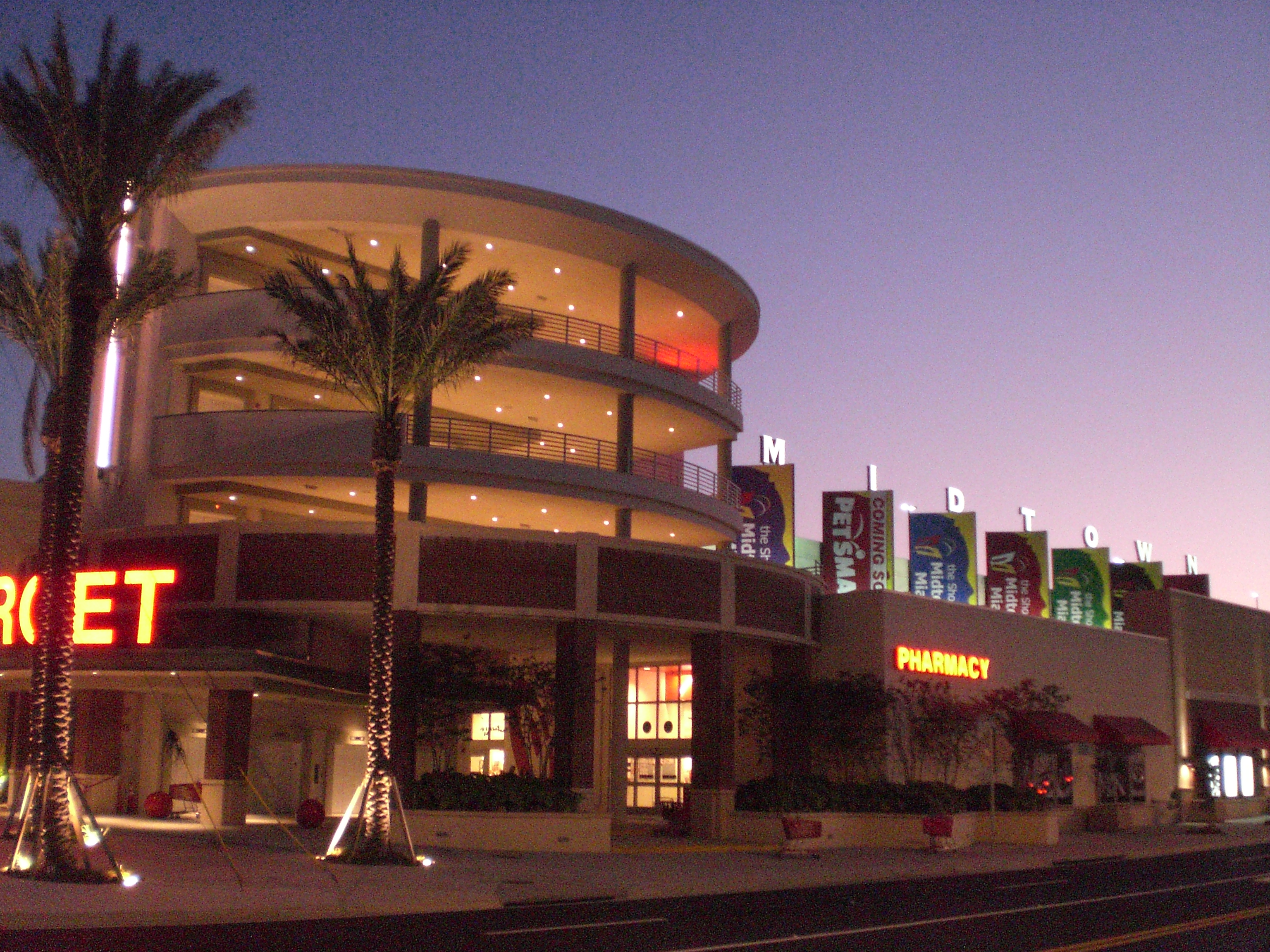
Die Läden in Midtown Miami, in Wynwood, sind das Haupteinkaufzentrum der Gegend.

Der Wynwood Art District ist ein Gebiet im Stadtteil Wynwood von Miami, Florida, USA. Es ist die Heimat von über 70 Galerien, Museen und Sammlungen. Das Viertel ist in etwa von den Straßen North 36th Street (U.S. Highway 27; Norden), North 20th Street (Süden), Interstate 95 (Westen) und Northeast First Avenue (Osten) begrenzt.

## Geschichte
Die Wynwood Art District Association wurde im Frühjahr 2003 von einer Gruppe von Kunsthändlern, Künstlern und Kuratoren um Mark Coetzee und Nick Cindric gegründet. Mark Coetzee initiierte die Idee nach einem ähnlichen Projekt, Art Night, welches er in seiner Heimatstadt Kapstadt, Südafrika durchgeführt hatte. Gründungsmitglieder bei der ersten Sitzung im Rocket-Projects Media-Room, waren Brook Dorsch von der Dorsch Gallery, Charles Weston, Cooper und Elizabeth Withstandley von Locust Projects, Mark Coetzee von der Rubell Collection, Nick Cindric von Rocket Projects, Bernice Steinbaum von der Bernice Steinbaum Gallery und Marina Kessler von der Marina Kessler Gallery. Der Verein veröffentlicht eine jährliche Broschüre mit einer Karte und einer Liste der Mitglieder des Vereins.
Der Wynwood Art District ist die Heimat von über siebzig Galerien, fünf Museen, drei Sammlungen, sieben Kunst-Komplexen, zwölf Ateliers und fünf Kunstmessen.
An jedem zweiten Samstag des Monats führt die Gemeinschaft einen öffentlichen Spaziergang durchs Viertel. An diesem Tag der offenen Tür zeigen sich folgende Galerien, Ateliers, alternative Räume und Showrooms der Öffentlichkeit für Kunst, Musik und Erfrischungen:
- Sculpt Miami
- Danilo Gonzales Gallery
- Kavachnina Contemporary Gallery
- CIFO Art Space (Cisneros Fontanals Art Foundation)
- The Margulies Collection at the Warehouse
- Rubell Family Collection
- Gary Nader fine art
- Dorsch Gallery
- Gallery Diet
- Fred Snitzer Gallery
- Bernice Steinbaum Gallery
- Dot 51 Gallery
- David Castillo Gallery
- Pan American Art Projects
- Praxis International Art
- Edge Zones
- Sammer Gallery
- World Class Boxing - The Scholl Collection
- Wynwood Exhibition Center at Cafeina
- The Yard @CasaLin
- Galerie Schuster
- The Armory Studios
- Irazoqui Art Gallery
- Cienfuegos Wynwood
- KOWAL-ODERMATT art space
- CHAREST-WEINBERG art residence
- WAKEUPSTAR* Studio

Der Wynwood Art District ist ein etabliertes Ziel der internationalen und wohlhabenden Kunstszene. Es ist ein kosmopolitischer Dreh- und Angelpunkt mit einem riesigen Zustrom von Menschen aus ganzen Welt, besonders in den Wintermonaten (Oktober bis Mai).